# Kaiserstraße 29 (Quedlinburg)

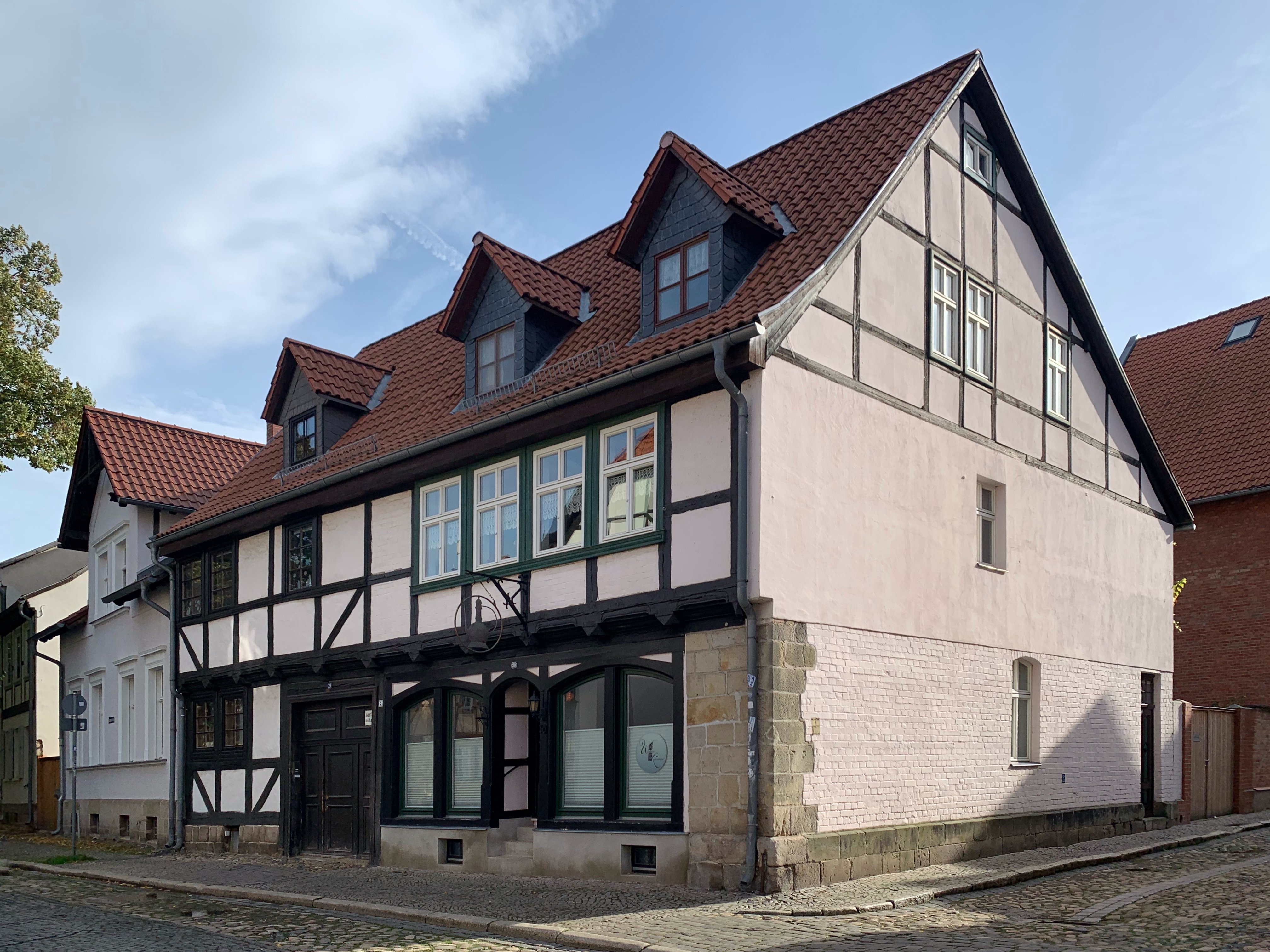
Kaiserstraße 29

Das Haus Kaiserstraße 29 ist ein denkmalgeschütztes Gebäude in der Stadt Quedlinburg in Sachsen-Anhalt.

## Lage
Es befindet sich in der historischen Quedlinburger Neustadt und ist im Quedlinburger Denkmalverzeichnis eingetragen.

## Architektur und Geschichte
Das zweigeschossige Wohnhaus in Fachwerkbauweise entstand nach einer Inschrift am Gebäude im Jahr 1692, nach anderer Angabe 1697 für Heinrich Braun Berent und Maria Woppen. Die Fachwerkfassade ist mit Pyramidenbalkenköpfen, Füllhölzern, profilierten Brüstungsbohlen und einer stilisierten Schiffskehle verziert.